# 松島町
松島町（日语：／ Matsushima machi */?）是位於日本宮城縣中部的町，隸屬於宮城郡。轄區南邊面向松島灣，高城川流經城鎮中心並往南流，當地人口則集中在高城町站的周圍地區。松島町自江戶時代便以日本三景之一的松島和國寶瑞巖寺而聞名，並且發展成日本國內的旅遊勝地，每年吸引約220萬名以上的遊客造訪當地。而松島町在對外通勤與就學方面多依賴西南邊的仙台市與鹽竈市。

## 地理
松島町境內約52%的面積被森林覆蓋，18.9%的土地為農業用地。松島丘陵自轄區中央綿延至西南部，南邊為面向松島灣、共有260多個島嶼的松島，以及鹽竈市的浦戶諸島。吉田川與鳴瀨川流經轄區北端，並在東松島市注入石卷灣。

### 氣候
松島町屬於太平洋側氣候，氣候較為溫暖。當地的年均溫約為11℃至12℃，冬季的降雪量較少。

## 歷史
松島町自繩紋時代便有人類居住。由於轄區鄰近松島灣，因此魚類與貝類資源都相當豐富，使境內具有大量的貝塚遺跡。其中西之濱貝塚曾發掘出魚鉤、魚叉等捕魚用具和骨刀等骨器。而西之濱貝塚也被指定為日本的史跡。
彌生時代，稻作與鐵器傳入當地。而位於福浦島與鷺島等地的貝塚發掘出製鹽用的土器，顯示當時製鹽在松島地區已相當成熟。而松島町内也發掘出古墳時代的諏訪古墳、蝦穴橫穴與古浦橫穴等橫穴式古墳。
飛鳥時代，大和王權在日本東北部設立陸奧國後，松島地區由陸奧國的宮城郡負責管轄。當時盛行製鹽的沿海地區多將生產出來的鹽供應給陸奧國的國府多賀城。平安時代初期的天長5年（828年），高僧圓仁在當地興建名為延福寺的天台宗寺院。鎌倉時代，鎌倉幕府第5代執權北條時賴將圓福寺改為臨濟宗，並更名為圓福寺。
文治5年（1189年）源賴朝在奧州合戰中消滅奧州藤原氏後，松島地區由源賴朝的家臣相馬氏擔任當地的地頭。中世紀時當地被稱為高城保，並陸續由相馬氏與留守氏統治，至戰國時代末期則由高城氏所支配。江戶時代初期伊達政宗入主松島在內的仙台藩後，除了整建仙台城周圍的城下町，也對圓福寺在內的神社進行整修。慶長13年（1608年），圓福寺改名為瑞巖寺，並於隔年（1609年）完成整修工程。而瑞巖寺本堂在近代也被指定為日本的國寶。
17世紀前期，松島因儒學者林鵞峰在「日本國事跡考」中將其與丹後國天橋立和安藝國嚴島列為三處奇觀而聞名，且隨著俳人大淀三千風出版「松島眺望集」，使松島的名聲更為響亮。詩人松尾芭蕉則於元祿2年（1689年）造訪松島。同時高城地區在江戶時代作為石卷街道的宿場而相當繁榮。明治22年（1889年），日本實施町村制，並將境內的高城村、本鄉村、磯崎村、手樽村等共11個村落整合成松島村。昭和3年（1928年），松島村改制成現今的松島町。
2011年3月11日的日本東北地方太平洋近海地震在松島町共造成21位居民喪命，而地震與海嘯也對當地的住宅、自來水供給與電力供應等造成嚴重破壞。

## 行政
現任町長櫻井公一於2023年8月在選舉中第二次成功連任，其任期將持續至2027年9月。

## 人口
松島町的總人口數自二戰結束後便開始呈現增加的趨勢，並在1985年達到最高峰17,568人；隨後人口數便開始逐年下滑，至2020年的日本國勢調查時為13,323人。而據2020年的統計，當地的高齡人口佔比為39.2%，為宮城縣高齡人口比率第五多的行政區。
| 松島町人口分布圖 |                                               |  |
| 松島町與日本全國年齡別人口分布比較圖 （2005年資料） | 松島町的年齡、男女別人口分布圖 （2005年資料） |  |
| ■紫色是松島町 ■綠色是全国 | ■藍色是男性 ■紅色是女性                       |  |
| 松島町人口變化 \| 1970年 \| 16,004人 \| \| \| 1975年 \| 16,568人 \| \| \| 1980年 \| 17,246人 \| \| \| 1985年 \| 17,568人 \| \| \| 1990年 \| 17,431人 \| \| \| 1995年 \| 17,344人 \| \| \| 2000年 \| 17,059人 \| \| \| 2005年 \| 16,193人 \| \| \| 2010年 \| 15,085人 \| \| \| 2015年 \| 14,421人 \| \| \| 2020年 \| 13,323人 \| \| |                                               |  |
| 資料來源：日本總務省統計中心提供之人口普查數據 |                                               |  |
| 1970年 | 16,004人                                      |  |
| 1975年 | 16,568人                                      |  |
| 1980年 | 17,246人                                      |  |
| 1985年 | 17,568人                                      |  |
| 1990年 | 17,431人                                      |  |
| 1995年 | 17,344人                                      |  |
| 2000年 | 17,059人                                      |  |
| 2005年 | 16,193人                                      |  |
| 2010年 | 15,085人                                      |  |
| 2015年 | 14,421人                                      |  |
| 2020年 | 13,323人                                      |  |

## 經濟
根據日本2015年的國勢調查統計，松島町的就業人口中約5%從事第一級產業，22%的就業人口從事第二級產業，其餘的73%則從事第三級產業。松島町是日本主要的牡蠣產區之一，其捕撈量約占全町海產總捕撈量的70%，但近年來從事漁業的就業人口數呈現大幅度下滑的趨勢。而由於境內擁有松島與瑞巖寺等景點，因此當地相當盛行觀光相關的產業。根據統計，2006年至2010年，當地每年約有347萬至371萬名遊客到訪。2011年松島町的遊客數受到東日本大震災的影響而下滑至223.8萬人，至2019年則回升至約300萬人；而2020年則受到嚴重特殊傳染性肺炎疫情的影響再度下滑至160.7萬人。2023年則回升至295萬人。

## 教育
松島町内共有3所小學校、1所中學校與1所高等學校（宮城縣松島高等學校）。根據2023年5月的統計，町內共有496名小學生與264名中學生。

## 交通
國道45號、國道346號與三陸沿岸道路皆通過松島町，其中三陸沿岸道路在境內設置松島大鄉交流道與松島北交流道。鐵路方面，東日本旅客鐵道的東北本線、仙石線和仙石東北線皆通過松島町。仙石線在境内設置松島海岸車站、高城町站、手樽站與陸前富山站，而東北本線則在他處設置松島車站、愛宕車站與品井沼車站。

## 姐妹城市
松島町與以下日本行政區為友好姐妹城市:
| 城市                 | 都縣   | 締結日期       |
| -------------------- | ------ | -------------- |
| 仁賀保市（舊象潟町） | 秋田縣 | 1987年8月1日   |
| 上天草市（舊松島町） | 熊本縣 | 1988年10月16日 |

松島町與以下國外城市為友好姐妹城市:
| 國家 | 城市                   | 締結日期     |
| ---- | ---------------------- | ------------ |
| 法國 | 松樹島（新喀里多尼亞） | 1980年9月4日 |